# ED9型电力动车组
ED9型电力动车组（俄語：Электропо́езд ЭД9）是俄罗斯铁路、乌克兰铁路、哈萨克斯坦铁路的电力动车组车型之一，适用于供电制式为25千伏工频单相交流电的电气化铁路，由俄罗斯的杰米霍沃机器制造厂设计制造，于1995年研制成功并投入批量生产。

## 发展历史

### ED9T

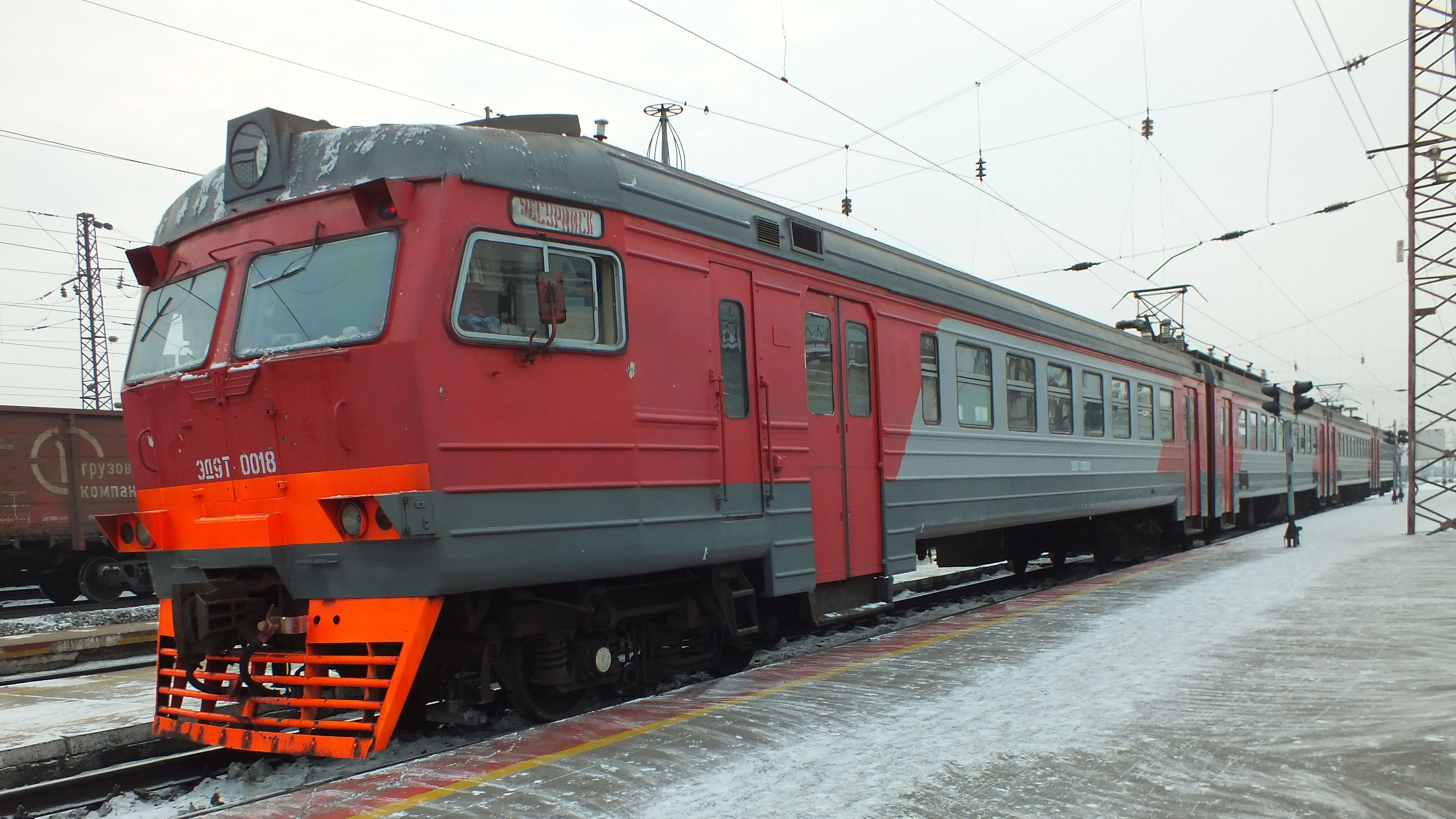
ED9T-0018号列车

1995年9月，杰米霍沃机器制造厂在ED2T型直流电力动车组、ER9T型交流电力动车组的基础上，开发研制了首列ED9T型电力动车组，该列车安装了里加电机制造厂、塔林电气工厂和扎波罗热变压器厂提供的电气设备。1995年10月至11月，ED9T-0001号列车在全俄铁道运输科学研究院的环形铁道进行了牵引性能试验，随后并在高尔基铁路局和莫斯科铁路局完成了5000公里的试运行，试验结果显示列车各项性能参数均已达到设计要求。1995年12月，杰米霍沃机器制造厂开始批量生产ED9T型电力动车组。至2000年停产，杰米霍沃机器制造厂共生产了27列ED9T型电力动车组（0001～0027），主要配属于东西伯利亚铁路局、西西伯利亚铁路局、莫斯科铁路局、远东铁路局和北方铁路局等。
ED9T型电力动车组是采用交—直流电传动的动力分散式交流电力动车组。与ER9T型电力动车组相比，ED9T型电力动车组改为采用与ED2T型电力动车组相同的车体结构，车体长度从原来的19,600毫米延长至21,500毫米，扩大了客室空间，并使车门宽度增大至1250毫米。由于车体被延长，列车的标准编组改为“四动五拖”的9辆编组，由2辆带司机室的头部控制拖车、3辆中间拖车、4辆中间动车组成，一列9节编组的ED9T型电力动车组就能够代替一列10节编组的ER9T型电力动车组，有利于节省营运成本和维护开支。此外，以持续功率220千瓦的1ДТ.003.11型牵引电动机代替了持续功率190千瓦的РТ-51М型牵引电动机；以1КП.005.9型单极电磁接触器取代了ПК-306型双极电磁接触器；采用了全新的电阻制动的调节系统，使用半控桥整流电路无级调整牵引电动机的励磁电流；增加三级防空转保护系统及电子防滑器。

### ED9M

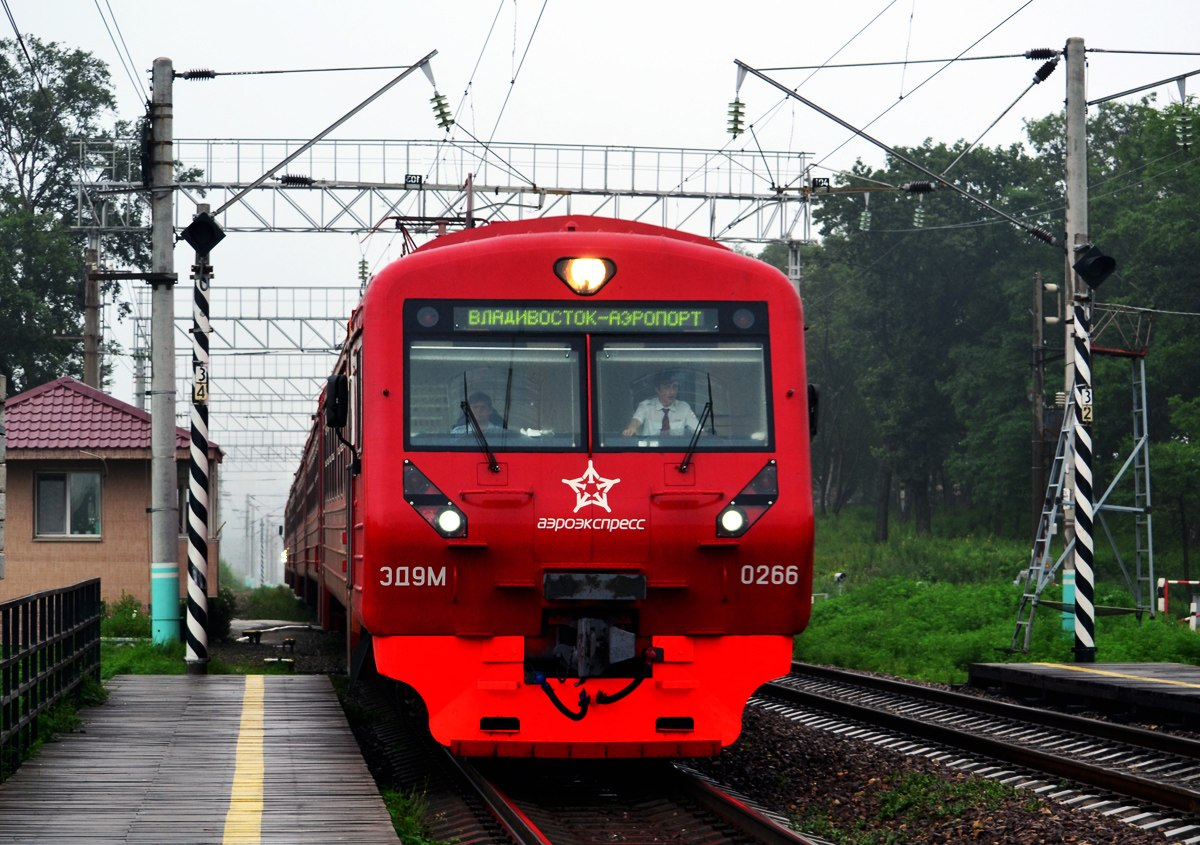
担当莫斯科机场快线的ED9M型电力动车组

2000年，杰米霍沃机器制造厂在ED9T型电力动车组的基础上，开始批量生产司机室外观经过改良的ED9M型电力动车组。列车采用了与ED4M型电力动车组统一的车体结构，两者的外观几乎完全相同，而电气设备则仍然与ED9T型电力动车组保持相同。与ER9T型电力动车组相比，ED9M型电力动车组有着众多优点：载客量比前者增加了17%；因车门加宽而节省了30%的乘客上下车时间；列车编组可自由选择动车和拖车的数量；驾驶室的设计符合现代人体工程学的要求；容许两组或三组列车重联运行；车厢内部均采用防火材料内饰和荧光灯照明，车内并设有列车运行信息显示屏。
除此之外，杰米霍沃机器制造厂还研制了ED9MK型电力动车组，该型列车着重提高旅客的乘坐舒适性。列车采用10辆编组，由4节一等车厢、4节二等车厢和2节三等车厢组成。三等车厢和普通的ED9M型电力动车一样采用“3+3”的座位布置形式，二等车厢采用“2+3”的座位布置形式，而一等车厢则采用“2+2”的对座座位布置形式，列车其中一节二等车厢并设有小卖部。
ED9M型电力动车组是ED9系列电力动车组之中产量最大的车型。从2000年至2012年，杰米霍沃机器制造厂共生产了236列ED9M型电力动车组（0028～0267），其中包括24列ED9MK型电力动车组。主要配属于俄罗斯铁路的高尔基铁路局、东西伯利亚铁路局、西西伯利亚铁路局、东南铁路局、十月铁路局、伏尔加铁路局、克拉斯诺亚尔斯克铁路局、北高加索铁路局、南乌拉尔铁路局、后贝加尔铁路局、远东铁路局等，部分列车出口至乌克兰铁路西南铁路局和哈萨克斯坦铁路。

### ED9E

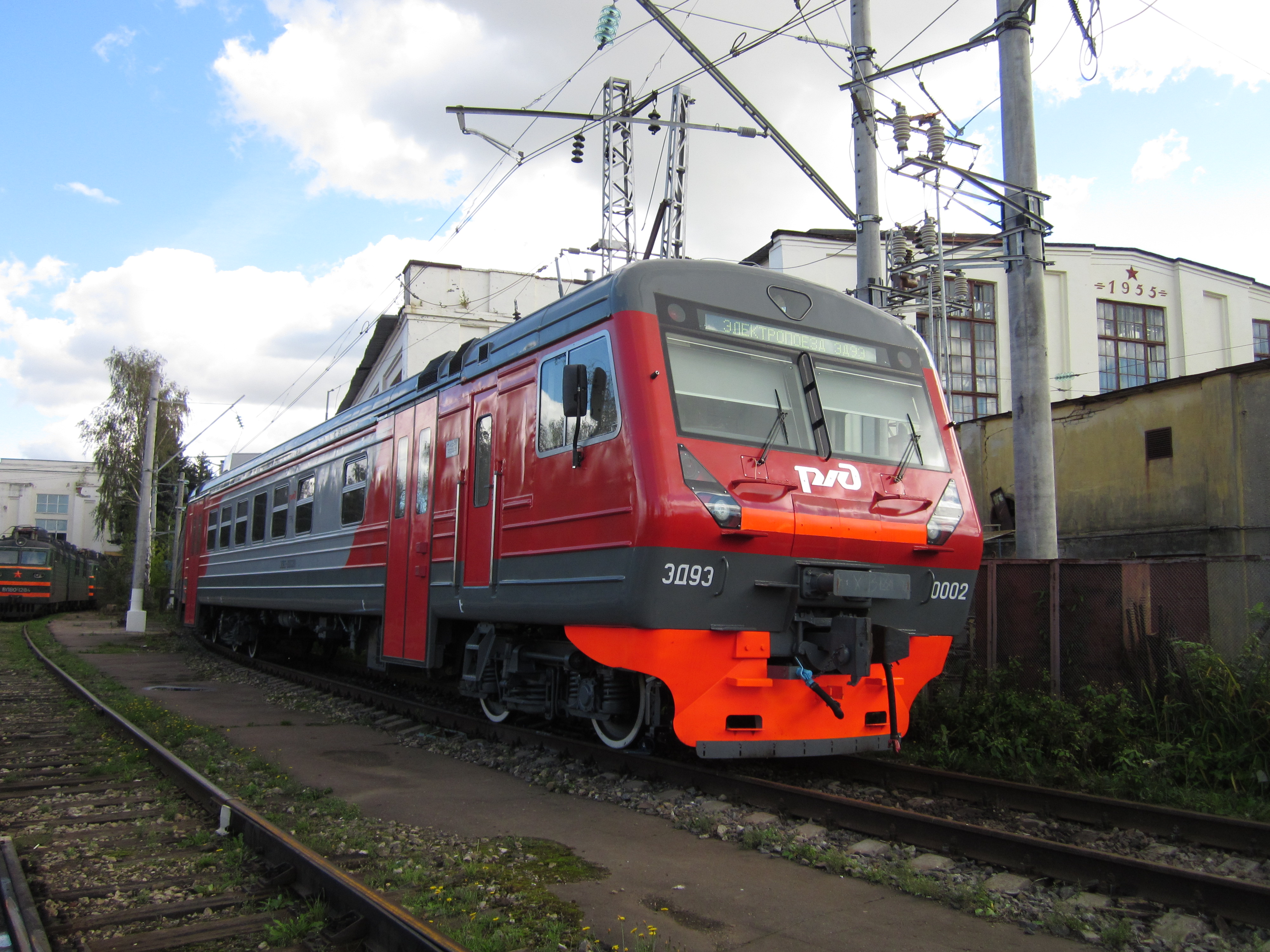
ED9E-0002号列车

2006年，杰米霍沃机器制造厂研制了新一代的ED9E型电力动车组，主要特点为提高了列车的能源效益和经济性。标准编组采用“四动五拖”的9辆编组，由2辆控制拖车、3辆中间拖车、4辆中间动车组成。列车采用КЭО-25型牵引电气系统、ВИП-1000型牵引变流器和微机控制系统，可实现牵引电动机端电压的无级平滑调节。由于采用了无损耗的调速控制系统和和再生制动，可以节省电能消耗和运营支出多达20～30%（取决于运用条件），每组列车一年可节省电能约45万千瓦小时。ED9E型电力动车组的设计特别考虑了提升司机和旅客的舒适性和营运服务的安全性，司机室采用了标准型操纵台，客室内设有电热取暖装置、通风系统、信息显示屏和灭火器。
2007年，ED9E-0001号列车在全俄铁路运输科学研究院的环形铁道完成牵引功率验收试验。2010年12月，该列车开始在北高加索铁路局罗斯托夫机务段投入运用考核。2012年，杰米霍沃机器制造厂开始批量生产经过改良的ED9E型电力动车组，列车装设了适应低站台的滑动式自动门、视频监控系统等设备，控制车加设了厕所以及为残疾乘客而设的辅助设施。截至2013年1月，杰米霍沃机器制造厂共生产了11列ED9E型电力动车组（0001～0011），除首组列车配属北高加索铁路局外，其余列车均配属高尔基铁路局喀山机务段。

## 参看
- ER9型电力动车组
- ED2T型电力动车组
- ED4型电力动车组